# Adrien Niyonshuti
Adrien Niyonshuti, né le 2 février 1987 à Rwamagana, est un cycliste rwandais sur route et en VTT cross-country. Il est membre de l'équipe élite sud-africaine Sampada. Il termine 39e de l'épreuve olympique de VTT 2012. Il a remporté les trois premières éditions de la course en ligne des championnats du Rwanda de cyclisme sur route, organisés depuis 2010, ainsi que le Tour du Rwanda en 2008.

## Biographie
Adrien Niyonshuti commence le cyclisme en 2003, à 16 ans, dans son Rwanda natal. En 2006, il attire l'attention d'un ancien cycliste professionnel, Jonathan Boyer. Premier cycliste américain à avoir couru le Tour de France, Boyer travaille au Rwanda sur un projet d'importer des vélos cargo pour les producteurs de café. Boyer est également l'entraîneur de l'équipe nationale de cyclisme rwandais et il recrute Niyonshuti pour disputer des courses. 
Au Tour du Rwanda, la grande course locale, il se classe cinq fois consécutivement dans le top dix, et remporte les éditions 2006 et 2008. En 2008, il gagne entre autres trois étapes.
En 2008, Niyonshuti participe à un Camp d'entraînement en Afrique du Sud, où il se voit offrir un contrat par Douglas Ryder, le directeur sportif de l'équipe continentale sud-africaine MTN-Qhubeka, . 
À partir de 2009, il court pour cette équipe, devenue Dimension Data en 2016. Lors de la saison 2009, il participe au Tour d'Irlande, sa première course en dehors du continent africain. Il devient ainsi le premier coureur rwandais à participer à une course professionnelle en Europe . À l'automne 2009, lors des championnats d'Afrique sur route en Namibie, il se classe dixième du contre-la-montre et de la course en ligne et remporte la médaille de bronze sur les deux épreuves dans la catégorie espoirs (moins de 23 ans).
Aux Jeux olympiques de Londres, il est le porte drapeau de son pays lors de la cérémonie d'ouverture,. Il représente son pays en cross-country VTT, où il se classe 39e et avant-dernier, devenant ainsi le premier coureur rwandais à participer aux Jeux olympiques. 
En début de saison 2013, Niyonshuti est atteint d'une thrombose veineuse profonde entraînant une embolie pulmonaire. Il est alors privé de toute compétition durant plusieurs mois. Il revient à la compétition lors du Tour du Rwanda.
En 2016, il est à nouveau porte drapeau de son pays lors de la cérémonie d'ouverture des Jeux olympiques, mais abandonne la course sur route. À l'issue de la saison 2017, il n'est pas conservé par l'équipe Dimension Data. Il retourne alors dans les rangs amateurs en 2018 avec l'équipe élite sud-africaine Sampada, où il retrouve un ancien coéquipier, Songezo Jim.

## The Adrien Niyonshuti Cycling Academy
Après les Jeux olympiques de Londres de 2012, Niyonshuti souhaite offrir la chance aux jeunes de son pays en profitant du pouvoir du cyclisme, pour insuffler l'espoir et transmettre des valeurs positives pour les générations futures.
Il crée la « Adrien Niyonshuti Cycling Academy » et le premier lieu choisi est sa ville natale de Rwamagana. Avec le soutien de la Fédération de cyclisme rwandais, l'équipe du Rwanda et de la Rising from Ashes Foundation, l'académie est officiellement lancée en août 2013.
Le programme initial de 2014 met l'accent sur la construction de l'Académie à Rwamagana en vue d'ouvrir deux nouveaux centres rwandais en 2015.

## Rising from Ashes
En 2012, le documentaire multi-primé Rising from Ashes (en) est filmé sur l'histoire des cyclistes rwandais et entre autres d'Adrien Niyonshuti, sa famille et sa carrière de cycliste. Pendant le génocide des Tutsis au Rwanda, il perd 60 parents, dont six de ses frères ; toute la famille du côté de sa mère est anéantie. Pour faire face à la douleur, il commence le cyclisme en 2003. En 2006, il court sa première course de VTT dans laquelle il est remarqué par l'entraîneur de cyclisme Jonathan Boyer. À la suite du documentaire, la Rising from Ashes Foundation est fondée.

## Palmarès sur route

### Par années
- 2008
  - Tour du Rwanda :
    - Classement général
    - 4e, 6e et 7e étapes
- 2009
  -  Médaillé de bronze au championnat d'Afrique sur route espoirs
  -  Médaillé de bronze au championnat d'Afrique du contre-la-montre espoirs
  - 3e du Tour du Rwanda
  - 10e du championnat d'Afrique sur route
- 2010
  -  Champion du Rwanda sur route
  - 4e du championnat d'Afrique du contre-la-montre
  - 8e du championnat d'Afrique sur route
- 2011
  -  Champion du Rwanda sur route
  - 9e du championnat d'Afrique du contre-la-montre
- 2012
  -  Champion du Rwanda sur route
  - 9e du championnat d'Afrique sur route
  - 10e du championnat d'Afrique du contre-la-montre
- 2014
  - 3e du championnat du Rwanda du contre-la-montre
- 2015
  - 10e du championnat d'Afrique du contre-la-montre
- 2016
  -  Champion du Rwanda du contre-la-montre
  - 2e du championnat du Rwanda sur route
- 2017
  -  Champion du Rwanda du contre-la-montre
- 2018
  -  Médaillé d'argent du championnat d'Afrique du contre-la-montre par équipes

### Classements mondiaux
| Année           | 2010 | 2011 | 2012 | 2013 | 2014 | 2015 | 2016 | 2017 |
| --------------- | ---- | ---- | ---- | ---- | ---- | ---- | ---- | ---- |
| UCI Africa Tour | 45e  | 42e  | 74e  | 112e | 209e | 129e | 64e  | 82e  |
| UCI Asia Tour   |      |      |      |      |      |      | 508e | 435e |

## Palmarès en VTT

### Championnats d'Afrique
- 2012
  -  Médaillé de bronze du cross-country